# وودهام مورتیمور
وودهام مورتیمور (به انگلیسی: Woodham Mortimer) یک روستا و محله مدنی در بریتانیا است که در مالدون واقع شده‌است. وودهام مورتیمور ۶۴۱ نفر جمعیت دارد.